# Anne-François-Charles Treillard
Anne-François-Charles Treillard, psáno též Trelliard či Treilliard, případně Treilhard, (9. února 1764 Parma, Itálie – 14. května 1832 Charonne, pozdější část Paříže, Francie) byl francouzský velitel jezdectva v období revolučních a napoleonských válek. 
Jako šestnáctiletý šlechtický kadet vstoupil v roce 1780 do armády a s vypuknutím první války se zrychlil jeho hodnostní postup. Bojoval za republiku v Porýní, Švýcarsku i Batávii. Pod velením maršála Lannese vedl brigádu lehkého jezdectva v bitvě u Slavkova (1805) i u Jeny (1806). Byl povýšen na divizního generála a poté nějaký čas sloužil spíše v administrativních funkcích. V letech 1810–1813 se účastnil invaze do Portugalska a války na Pyrenejském poloostrově. Stal se baronem (1810) a později hrabětem císařství (1814). V roce 1814 byl povolán k obraně francouzské metropole před postupem vojsk šesté protifrancouzské koalice; po Napoleonově abdikaci a restauraci Bourbonů ještě krátce plnil administrativní úlohu a poté byl penzionován. Nakrátko se vrátil do armádní zálohy poslední rok před smrtí.

## Život

### Počátek kariéry
Narodil se 9. února 1764 v severoitalském městě Parma v tehdejším Parmském vévodství. Jako příslušník nižší šlechty zahájil vojenskou kariéru 6. listopadu 1780 coby šestnáctiletý kadet královnina (Reine) dragounského pluku.
Zprvu jen pozvolna stoupal po hodnostním žebříčku; 19. října 1781 se stal podporučíkem u 6. dragounského pluku, až 28. dubna 1788 postoupil na druhého poručíka. Od 4. května 1789 sloužil jako subalterní poručík a od 1. března 1791 jako první poručík. V této hodnosti přešel 25. ledna 1792 ke 3. pluku jízdních myslivců a 6. srpna téhož roku u něj povýšil na kapitána. V té době už vypukla první koaliční válka a Treillard se zapojil do bojů v Champagne, Belgii a v rámci Severní armády (Armée du Nord). Dne 7. dubna 1793 se stal velitelem eskadrony u 11. pluku jízdních myslivců.
Mezitím se 30. července 1791 oženil s Elisabeth-Emilie Rigaux, jejich manželství však zůstalo bezdětné.

### Revoluční války

Kapitán 11. pluku husarů z roku 1793 na ilustraci ze sbírek H. J. Vinkhuijzena

V letech 1794–1797 sloužil Treillard u Armády Sambry a Mázy (Armée de Sambre-et-Meuse). Dne 15. fructidoru roku II republiky (1. září 1794) byl povýšen na šéfa brigády (chef de brigade, de facto plukovník), stále u 11. pluku jízdních myslivců. Dne 1. brumairu roku III republiky (22. října 1794) v Porýní u města Koblenz přemohl nepřátelskou jízdu a pronásledoval ji, zajal 200 koní a způsobil jí ztrátu více než 200 mužů.
Francouzský historik Charles Mullié uvádí, že Treillard sloužil v předvoji armády generála Moreaua během blokády Mohuče. Britský historik Digby Smith však uvádí přítomnost 11. pluku jízdních myslivců v divizi generála Marceaua, která se od 15. září do 17. října 1795 účastnila neúspěšného obléhání pevnosti Ehrenbreitstein u Koblenze. Treillard v čele svého pluku zajal 2 500 mužů u Kreuznachu, poté v bitvě u Neuwiedu 18. dubna 1797 obsadil reduty a vzal 2 000 zajatců.
V letech 1797–1800 sloužil u Německé (Armée d’Allemagne), Helvétské (Armée de Helvetie) a Galo-batavské armády (Armée Gallo-Batave). Dne 24. fructidoru roku V (10. září 1799) získal hodnost brigádního generála a byl vyslán do Holandska (tehdejší Batavské republiky), aby převzal velení nad tamním okupačním jezdectvem.
V listopadu 1802 byl Treillard jmenován velitelem departementu Seine-Inférieure. Dne 19. frimairu roku XII (11. prosince 1803) se stal členem Čestné legie a 25. prairialu téhož roku (14. června 1804) jejím komandérem. V letech 1803–1804 sloužil v řadách Armády oceánského pobřeží (Armée des côtes de l'Océan) v táboře jezdectva Saint-Omer, kde velel brigádě lehkého jezdectva v Bourcierově divizi.

### Generál císařství
Tábor v Saint-Omer byl zamýšlen jako jedno z armádních shromaždišť pro invazi do Anglie. Na konci srpna 1805, v propuknuvší válce třetí koalice, byl však Treillard se svojí brigádou – zahrnující 13. a 21. pluk jízdních myslivců – přidělen k Lannesovu 5. sboru Velké armády (Grande Armée) a vyrazil napříč Francií do Bavorska a dále údolím Dunaje až na Moravu. Během tzv. ulmského tažení bojoval v bitvě u Wertingenu 8. října 1805, kde v čele 9. a 10. husarského pluku zajal 800 mužů a ukořistil 3 děla. Poté se účastnil obléhání Ulmu 14.–19. října. V rozhodující bitvě u Slavkova 2. prosince 1805 velel asi pětistovce mužů příslušejících k 9. a 10. husarskému pluku, zatímco 13. a 21. pluk jízdních myslivců byly podřízeny brigádnímu generálovi Fauconnetovi. Od Lannesova sboru byl Treillard převeden pod Muratovo záložní jezdectvo a v bitvě byl nasazen na krajním levém křídle francouzské sestavy, kde bránil jednotkám Wittgensteinovy jízdní brigády a ruským kozákům proniknout k dělostřeleckým pozicím na vrchu Santon, a později kryl postup d'Hautpoulovy těžké jízdní divize od Kovalovic při snaze o obchvat Bagrationova předvoje.

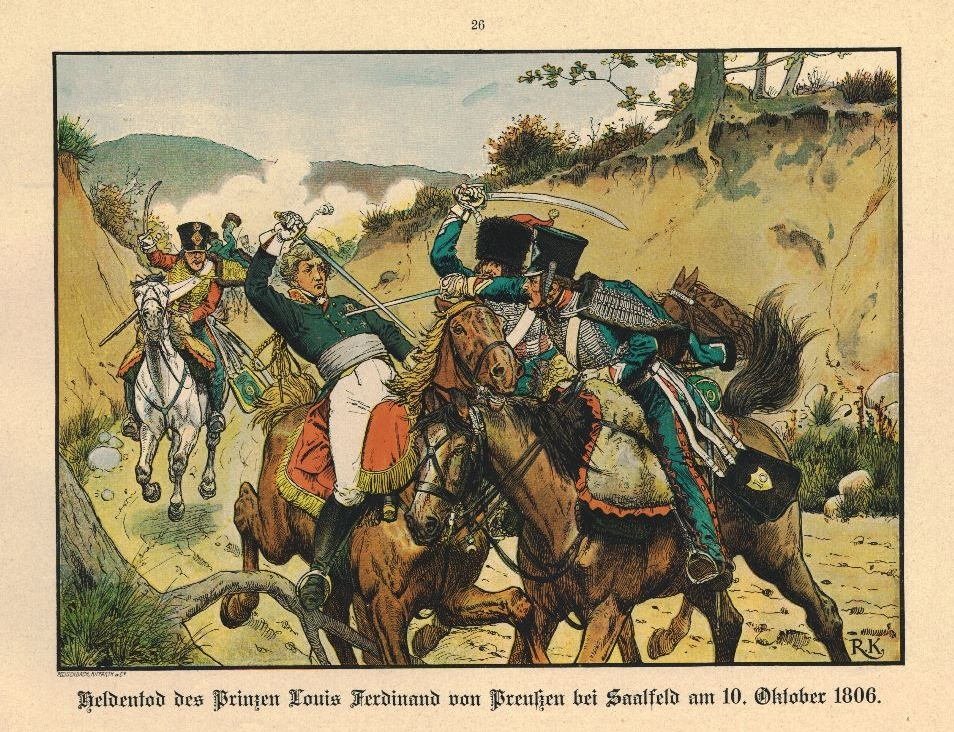
Zabití Ludvíka Ferdinanda kaprálem 10. husarského pluku u Saalfeldu (Richard Knötel, 1896)

Na začátku války čtvrté koalice, v březnu 1806, velel Treillard opět lehké jízdní brigádě přidělené k 5. sboru maršála Lannese a složené z devíti eskadron 9. a 10. husarského pluku a 21. pluku jízdních myslivců. Dne 10. října 1806 se v Prusku zúčastnil bitvy u Saalfeldu, kde kaprál jemu podřízeného 10. husarského pluku v osobním souboji zabil pruského prince Ludvíka Ferdinanda. Treillard pak vedl svoji brigádu i v bitvě u Jeny 14. října a u Pultusku 26. prosince 1806, kde byl těžce zraněn, když se svými jezdci vyrazil do útoku proti ruským husarům a byl vystaven náhlé kanonádě. Již 30. prosince 1806 byl povýšen do hodnosti divizního generála a vrátil se zpět do Francie.
Poté sloužil Treillard v administrativních funkcích. Od 13. ledna 1807 byl pověřen inspekcí jezdeckých depotů 5. a 26. vojenské divize pod generálem Kellermannem v Mohuči. V srpnu 1808 velel jízdním jednotkám shromážděným v Bayonne, resp. v Pau v Nové Akvitánii na jihozápadě Francie při hranicích se Španělskem. Poté byl 26. října přidělen hlavnímu velitelství Španělské armády (Armée d'Espagne), od 10. listopadu velel jezdeckému depotu ve Vitorii na španělské straně Pyrenejí a od 15. prosince jezdeckému depotu v Arandě. V květnu 1809 byl však povolán k Německé armádě (Armée d'Allemagne) a od 10. srpna do 3. listopadu pověřen velením karabinickému a kyrysnickému depotu v dolnorakouském Mauternu.

### Poloostrovní válka

Znak Anne-Françoise-Charlese Treillarda, barona císařství

Dne 9. března 1810 byl Treillard jmenován baronem císařství. Vrátil se zpět na Pyrenejský poloostrov, kde 17. dubna převzal po generálu Kellermannovi velení 2. dragounské divize pod generálem Montbrunem v rámci Portugalské armády (Armée de Portugal). Tato divize se třemi brigádami pod velením generálů Lorceta, Cavroise a Gardanna čítala téměř 3 500 mužů rozdělených do 22 eskadron. V průběhu devíti měsíců strávených v Portugalsku Treillardovy jednotky plnily úlohu armádního předvoje, kryly postup vojsk a sváděly četné potyčky s tamními guerrillami, sháněly po okolí potraviny a píci. Při návratu do Španělska v dubnu 1811 činil jejich stav zhruba o tisíc mužů i koní méně.
V říjnu 1811 byl Treillard převelen k Armádě středu (Armée du Centre) v centrálním Španělsku a nahradil generála Lorgeho na pozici guvernéra regionu La Mancha se sídlem v Toledu. Dne 16. ledna 1812 porazil v bitvě u Almagra španělská vojska generála Morilla. Ke své dragounské divizi, která v květnu 1812 sestávala ze dvou brigád a zahrnovala 13., 18., 19. a 22. dragounský pluk, dostal navíc na povel divizi Rýnské konfederace. Po britském vítězství v bitvě u Salamanky 22. července 1812 dostal Treillard za úkol zdržet Wellingtonův postup. Dne 11. srpna 1812 bojoval úspěšně u Majahalondy proti Wellingtonovu předvoji vedeném generálem Urbanem.
Generál Treillard bojoval také v bitvě u Vitorie 21. června 1813. Po tamní porážce reorganizoval maršál Soult francouzské síly ve Španělsku do jedné armády a Treillard byl 16. července pověřen velením jedné ze dvou jezdeckých divizí – 2. dragounské divize. Ta se skládala ze tří brigád: 1. brigády generála Ismerta (21. a 26. pluk), 2. brigády generála d'Ormanceyho (14. a 16. pluk) a 3. brigády generála Avyho (4. a 17. pluk). Tabulkově měla více než 2 300 mužů, ale většina z nich byli nezkušení branci bez výcviku. S divizí bojoval v bitvě o Pyreneje na přelomu července a srpna 1813 a později v bitvě u řeky Nive 10. prosince 1813 Sparreho brigáda z jeho divize přemohla 1. portugalský řadový pěší pluk.

### Soumrak císařství a závěr kariéry

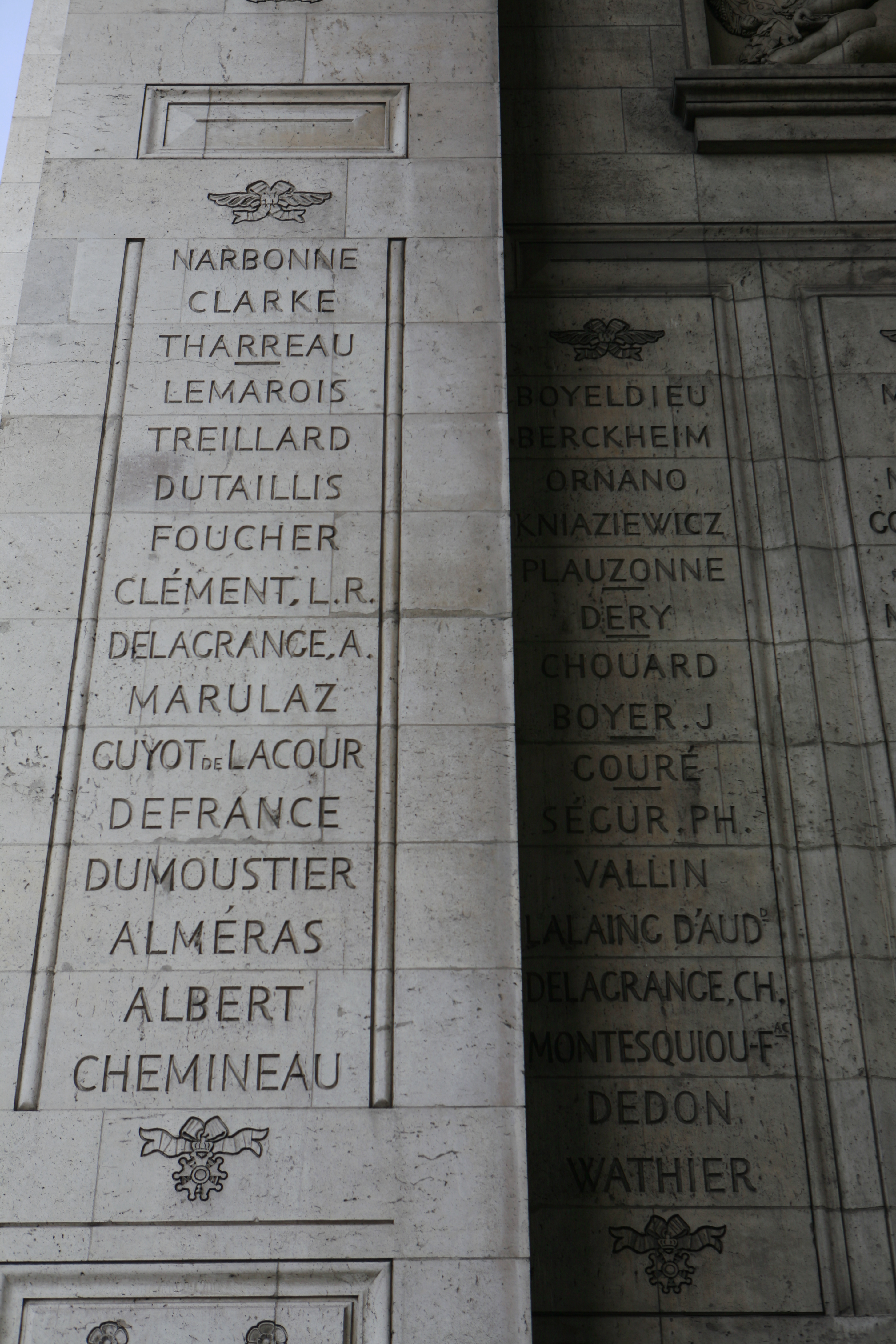
Treillard na Vítězném oblouku (vlevo nahoře)

Francie byla však ohrožena postupem vojsk 6. koalice z německého Porýní k metropoli. Už 1. či 16. ledna 1814 byl Treillard i se svou divizí poslán od Pyrenejí napříč Francií do Champagne, kam dorazil v polovině února, kdy se připojil k Napoleonovi a jeho Grande Armée u tamní obce Guignes, aby právě načas zasáhl do bitvy u Mormantu/Nangis 17. února 1814 a zvrátil její výsledek. Ve dnech 26. a 27. února vedl Treillard 5. jezdeckou divizi Kellermannova sboru v prohrané bitvě u Bar-sur-Aube. Dne 14. března byl nucen ustoupit od města Sézanne. V bitvě u Arcis-sur-Aube pak 20. a 21. března podporoval ústup maršála Oudinota před dělostřeleckou palbou. Jeho divize 26. března v bitvě u Saint-Dizier provedla zásadní útok, kterým prorazila ruské linie.
Po ztracené bitvě o Paříž na konci března 1814 a abdikaci císaře Napoleona se Treillard stal 21. června guvernérem Belle-Isle-en-Mer při pobřeží Bretaně a zůstal jím i po dobu stodenního císařství po Napoleonově návratu z Elby od března do července roku 1815. Dne 18. října 1815 byl penzionován. Již předtím byl padesátiletý Treillard 5. dubna 1814 jmenován hrabětem císařství a 8. července 1814 se stal rytířem Řádu svatého Ludvíka.
Po červencové revoluci v roce 1830 se Treillard nakrátko vrátil do přízně, když se vlády ujal Ludvík Filip Orleánský, a 7. února 1831 byl povolán do armádních záloh, avšak 1. května 1832 znovu odešel do výslužby. Dne 14. května 1832 zemřel v Charonne (tehdy samostatné vsi, později přičleněné k Paříži) ve věku 68 let a byl pochován na hřbitově Père-Lachaise. Jeho jméno bylo vyryto v seznamu vojenských hrdinů na východní straně Vítězného oblouku.

## Vyznamenání
- Řád čestné legie:[2][4]
  - rytíř (19. frimairu roku XII republiky = 11. prosince 1803)
  - komandér (25. prairialu roku XII = 14. června 1804)

- Řád svatého Ludvíka:[6]
  - rytíř (8. července 1814)